# Нігерія на літніх Олімпійських іграх 2016
Нігерія на літніх Олімпійських іграх 2016 була представлена 75 спортсменами в 10 видах спорту.

## Спортсмени
| Дисципліна                      | Чоловіки | Жінки | Разом |
| ------------------------------- | -------- | ----- | ----- |
| Легка атлетика                  | 11       | 16    | 27    |
| Баскетбол                       | 12       | 0     | 12    |
| Бокс                            | 1        | 0     | 1     |
| Веслування на байдарках і каное | 1        | 0     | 1     |
| Футбол                          | 18       | 0     | 18    |
| Академічне веслування           | 0        | 1     | 1     |
| Плавання                        | 1        | 1     | 2     |
| Настільний теніс                | 3        | 2     | 5     |
| Важка атлетика                  | 0        | 1     | 1     |
| Боротьба                        | 2        | 5     | 7     |
| Разом                           | 49       | 26    | 75    |

## Медалісти
| Медалі | Спортсмени | Вид спорту | Дисципліна       | Дата      |
| ------ | --- | ---------- | ---------------- | --------- |
| Бронза | Олімпійська збірна Нігерії з футболу Деніел Акпеї Сет Сінсере Кінгслі Маду Шеху Абдуллахі Сетаді Ерімуя Вільям Трост-Еконг Аміну Умар Огенекаро Етебо Імо Езекіль Джон Обі Мікел Джуніор Аджаї Попула Саліу Садік Умар Азубуїке Окечукву Ндіфреке Удо Стенлі Амузі Могаммед Усман Еммануель Деніел | Футбол     | чоловічий турнір | 20 серпня |

## Легка атлетика
Легенда
- Note – для трекових дисциплін місце вказане лише для забігу, в якому взяв участь спортсмен
- Q = пройшов у наступне коло напряму
- q = пройшов у наступне коло за добором (для трекових дисциплін - найшвидші часи серед тих, хто не пройшов напряму; для технічних дисциплін - увійшов до визначеної кількості фіналістів за місцем якщо напряму пройшло менше спортсменів, ніж визначена кількість)
- NR = Національний рекорд
- N/A = Коло відсутнє у цій дисципліні
- Bye = спортсменові не потрібно змагатися у цьому колі

Трекові і шосейні дисципліни
Чоловіки
| Спортсмен         | Дисципліна        | Попередній забіг | Попередній забіг | Чвертьфінал | Чвертьфінал | Півфінал        | Півфінал        | Фінал           | Фінал           |
| Спортсмен         | Дисципліна        | Результат        | Місце            | Результат   | Місце       | Результат       | Місце           | Результат       | Місце           |
| ----------------- | ----------------- | ---------------- | ---------------- | ----------- | ----------- | --------------- | --------------- | --------------- | --------------- |
| Огха-Огене Егверо | 100 м             | Bye              | Bye              | 10.37       | 6           | Завершив виступ | Завершив виступ | Завершив виступ | Завершив виступ |
| Сеє Огунлеве      | 100 м             | Bye              | Bye              | 10.26       | 4           | Завершив виступ | Завершив виступ | Завершив виступ | Завершив виступ |
| Тега Оделе        | 200 м             | 21.25            | 8                | Н/Д         | Н/Д         | Завершив виступ | Завершив виступ | Завершив виступ | Завершив виступ |
| Дівайн Одудуру    | 200 м             | 20.34            | 2 Q              | Н/Д         | Н/Д         | 20.59           | 7               | Завершив виступ | Завершив виступ |
| Орукпе Ерайокан   | 400 м             | 47.42            | 7                | Н/Д         | Н/Д         | Завершив виступ | Завершив виступ | Завершив виступ | Завершив виступ |
| Ентвон Гікс       | 110 м з бар'єрами | 13.70            | 4 Q              | Н/Д         | Н/Д         | 14.26           | 7               | Завершив виступ | Завершив виступ |
| Майлз Укаома      | 400 м з бар'єрами | 49.84            | 5                | Н/Д         | Н/Д         | Завершив виступ | Завершив виступ | Завершив виступ | Завершив виступ |

Жінки
| Спортсменка                                                          | Дисципліна        | Попередній забіг | Попередній забіг | Чвертьфінал | Чвертьфінал | Півфінал         | Півфінал         | Фінал            | Фінал            |
| Спортсменка                                                          | Дисципліна        | Результат        | Місце            | Результат   | Місце       | Результат        | Місце            | Результат        | Місце            |
| -------------------------------------------------------------------- | ----------------- | ---------------- | ---------------- | ----------- | ----------- | ---------------- | ---------------- | ---------------- | ---------------- |
| Глорія Асумну                                                        | 100 м             | Bye              | Bye              | 11.55       | 5           | Завершила виступ | Завершила виступ | Завершила виступ | Завершила виступ |
| Дженніфер Маду                                                       | 100 м             | Bye              | Bye              | 11.61       | 5           | Завершила виступ | Завершила виступ | Завершила виступ | Завершила виступ |
| Блессінґ Окаґбаре                                                    | 100 м             | Bye              | Bye              | 11.16       | 2 Q         | 11.09            | 3                | Завершила виступ | Завершила виступ |
| Блессінґ Окаґбаре                                                    | 200 м             | 22.71            | 1 Q              | Н/Д         | Н/Д         | 22.69            | 5                | Завершила виступ | Завершила виступ |
| Маргарет Бембоус                                                     | 400 м             | 51.43            | 3 q              | Н/Д         | Н/Д         | 51.92            | 7                | Завершила виступ | Завершила виступ |
| Пейшенс Окон Джордж                                                  | 400 м             | 51.83            | 2 Q              | Н/Д         | Н/Д         | 52.52            | 8                | Завершила виступ | Завершила виступ |
| Омолара Омотошо                                                      | 400 м             | 53.22            | 5                | Н/Д         | Н/Д         | Завершила виступ | Завершила виступ | Завершила виступ | Завершила виступ |
| Олуватобілоба Амусан                                                 | 100 м з бар'єрами | 12.99            | 5 q              | Н/Д         | Н/Д         | 12.91            | 3                | Завершила виступ | Завершила виступ |
| Амака Окоегбунам                                                     | 400 м з бар'єрами | 56.96            | 4                | Н/Д         | Н/Д         | Завершила виступ | Завершила виступ | Завершила виступ | Завершила виступ |
| Глорія Асумну Дженніфер Маду Блессінґ Окаґбаре Аґнес Осазува Піс Уко | 4×100 м           | 42.55            | 2 Q              | Н/Д         | Н/Д         | Н/Д              | Н/Д              | 43.21            | 8                |

Технічні дисципліни
Чоловіки
| Спортсмен         | Дисципліна        | Кваліфікація       | Кваліфікація | Фінал              | Фінал           |
| Спортсмен         | Дисципліна        | Результат у метрах | Місце        | Результат у метрах | Місце           |
| ----------------- | ----------------- | ------------------ | ------------ | ------------------ | --------------- |
| Тосін Оке         | потрійний стрибок | 16.47              | 23           | Завершив виступ    | Завершив виступ |
| Олуміде Оламігоке | потрійний стрибок | 16.10              | 32           | Завершив виступ    | Завершив виступ |
| Стівен Мозія      | штовхання ядра    | 18.98              | 28           | Завершив виступ    | Завершив виступ |

Жінки
| Спортсменка       | Дисципліна        | Кваліфікація       | Кваліфікація | Фінал              | Фінал            |
| Спортсменка       | Дисципліна        | Результат у метрах | Місце        | Результат у метрах | Місце            |
| ----------------- | ----------------- | ------------------ | ------------ | ------------------ | ---------------- |
| Есе Бруме         | стрибки в довжину | 6.67               | 3 Q          | 6.81               | 5                |
| Дорін Амата       | стрибки у висоту  | 1.89               | 27           | Завершила виступ   | Завершила виступ |
| Нваннека Оквелогу | штовхання ядра    | 16.67              | 29           | Завершила виступ   | Завершила виступ |
| Чінве Окоро       | метання диска     | 58.85              | 14           | Завершила виступ   | Завершила виступ |

Комбіновані дисципліни – семиборство (жінки)
| Спортсмен       | Дисципліна | 100Б  | СВ   | ШЯ    | 200 m | LJ   | МС    | 800 m | Final | Місце |
| --------------- | ---------- | ----- | ---- | ----- | ----- | ---- | ----- | ----- | ----- | ----- |
| Угунома Осазува | Результат  | 13.75 | 1.77 | 13.15 | 24.67 | 5.72 | 33.42 | DSQ   | 4916  | 29    |
| Угунома Осазува | Очки       | 1014  | 941  | 737   | 917   | 765  | 542   | 0     | 4916  | 29    |

## Баскетбол

### Чоловічий турнір
Склад команди
Нижче наведено склад збірної Нігерії в турнірі з баскетболу на літніх Олімпійських іграх 2016.
Груповий етап
| Команда   | І | В | П | З   | П   | РМ  | О |
| --------- | - | - | - | --- | --- | --- | - |
| Хорватія  | 5 | 3 | 2 | 400 | 407 | -7  | 8 |
| Іспанія   | 5 | 3 | 2 | 432 | 357 | +75 | 8 |
| Литва     | 5 | 3 | 2 | 392 | 428 | -36 | 8 |
| Аргентина | 5 | 3 | 2 | 441 | 428 | +13 | 8 |
| Бразилія  | 5 | 2 | 3 | 411 | 407 | +4  | 7 |
| Нігерія   | 5 | 1 | 4 | 392 | 441 | −49 | 6 |

| 7 серпня 2016 22:30 | Протокол | Нігерія                                           | 66–94 | Аргентина                                                  |  | Арена Каріока 1, Ріо-де-Жанейро Глядачів: 8425 |
| 7 серпня 2016 22:30 | Протокол | Рахунок за чвертями: 15-22, 16-28, 19-22, 16-22   |       |                                                            |  | Арена Каріока 1, Ріо-де-Жанейро Глядачів: 8425 |
| 7 серпня 2016 22:30 | Протокол | Очки: Діогу 15 Підб.: Діогу 13 РП: Гбіндже, Уме 3 |       | Очки: Кампаццо 19 Підб.: Скола 9 РП: Кампаццо, Джінобілі 5 |  | Арена Каріока 1, Ріо-де-Жанейро Глядачів: 8425 |

| 9 серпня 2016 19:00 | Протокол | Литва                                              | 89–80 | Нігерія                                 |  | Арена Каріока 1, Ріо-де-Жанейро Глядачів: 5785 |
| 9 серпня 2016 19:00 | Протокол | Рахунок за чвертями: 13–16, 23–25, 29–13, 24–26    |       |                                         |  | Арена Каріока 1, Ріо-де-Жанейро Глядачів: 5785 |
| 9 серпня 2016 19:00 | Протокол | Очки: Мачюліс 21 Підб.: Сабоніс 7 РП: Калнієтіс 12 |       | Очки: Діогу 19 Підб.: Діогу 7 РП: Ере 4 |  | Арена Каріока 1, Ріо-де-Жанейро Глядачів: 5785 |

| 11 серпня 2016 19:00 | Протокол | Нігерія                                         | 87–96 | Іспанія                                  |  | Арена Каріока 1, Ріо-де-Жанейро |
| 11 серпня 2016 19:00 | Протокол | Рахунок за чвертями: 11–25, 30–18, 25–22, 21–31 |       |                                          |  | Арена Каріока 1, Ріо-де-Жанейро |
| 11 серпня 2016 19:00 | Протокол | Очки: Огучі 24 Підб.: Діогу 7 РП: Юзох 7        |       | Очки: Газоль 16 Підб.: Реєс 9 РП: Люль 5 |  | Арена Каріока 1, Ріо-де-Жанейро |

| 13 серпня 2016 22:30 | Протокол | Хорватія                                        | 76–90 | Нігерія                                |  | Арена Каріока 1, Ріо-де-Жанейро Глядачів: 8720 |
| 13 серпня 2016 22:30 | Протокол | Рахунок за чвертями: 28–21, 11–22, 17–27, 20–20 |       |                                        |  | Арена Каріока 1, Ріо-де-Жанейро Глядачів: 8720 |
| 13 серпня 2016 22:30 | Протокол | Очки: Богданович 28 Підб.: Симон 6 РП: Укич 4   |       | Очки: Уме 19 Підб.: Діогу 12 РП: Ере 6 |  | Арена Каріока 1, Ріо-де-Жанейро Глядачів: 8720 |

| 15 серпня 2016 14:15 | Протокол | Нігерія                                           | 69–86 | Бразилія                                  |  | Арена Каріока 1, Ріо-де-Жанейро Глядачів: 11173 |
| 15 серпня 2016 14:15 | Протокол | Рахунок за чвертями: 16–15, 15–27, 21–17, 17–27   |       |                                           |  | Арена Каріока 1, Ріо-де-Жанейро Глядачів: 11173 |
| 15 серпня 2016 14:15 | Протокол | Очки: Акогнон 16 Підб.: Аміну 7 РП: 4 гравці по 2 |       | Очки: Нене 19 Підб.: Нене 7 РП: Уертас 11 |  | Арена Каріока 1, Ріо-де-Жанейро Глядачів: 11173 |

## Бокс
| Спортсмен   | Категорія              | 1/16 фіналу        | 1/8 фіналу         | Чвертьфінали       | Півфінали          | Фінал              | Фінал           |
| Спортсмен   | Категорія              | Суперник Результат | Суперник Результат | Суперник Результат | Суперник Результат | Суперник Результат | Місце           |
| ----------- | ---------------------- | ------------------ | ------------------ | ------------------ | ------------------ | ------------------ | --------------- |
| Ефе Аджагба | понад 91 кг (чоловіки) | Bye                | Paul (TTO) W KO    | Дичко (KAZ) L 0–3  | Завершив виступ    | Завершив виступ    | Завершив виступ |

## Веслування на байдарках і каное

### Слалом
| Спортсмен         | Дисципліна   | Попередній раунд | Попередній раунд | Попередній раунд | Попередній раунд | Попередній раунд | Попередній раунд | Півфінал        | Півфінал        | Фінал           | Фінал           |
| Спортсмен         | Дисципліна   | Заплив 1         | Місце            | Заплив 2         | Місце            | Кращий           | Місце            | Час             | Місце           | Час             | Місце           |
| ----------------- | ------------ | ---------------- | ---------------- | ---------------- | ---------------- | ---------------- | ---------------- | --------------- | --------------- | --------------- | --------------- |
| Джонатан Акіньємі | чоловіки Б-1 | 107.49           | 20               | 104.59           | 19               | 104.59           | 20               | Завершив виступ | Завершив виступ | Завершив виступ | Завершив виступ |

## Футбол

### Чоловічий турнір
Склад команди
Шаблон:Склад чоловічої збірної Нігерії з футболу на літніх Олімпійських іграх 2016
Груповий етап
Футбол на літніх Олімпійських іграх 2016 — чоловічий турнір – Group B
Шаблон:Чоловічий турнір з футболу на літніх Олімпійських іграх 2016, гра B2
Шаблон:Чоловічий турнір з футболу на літніх Олімпійських іграх 2016, гра B3
Шаблон:Чоловічий турнір з футболу на літніх Олімпійських іграх 2016, гра B6
Чвертьфінал
Шаблон:Чоловічий турнір з футболу на літніх Олімпійських іграх 2016, гра E2
Півфінал
Шаблон:Чоловічий турнір з футболу на літніх Олімпійських іграх 2016, гра F2
Матч за бронзову медаль
Шаблон:Чоловічий турнір з футболу на літніх Олімпійських іграх 2016, гра G1

## Академічне веслування
| Спортсмен    | Дисципліна       | Заїзди  | Заїзди | Втішний заплив | Втішний заплив | Чвертьфінали | Чвертьфінали | Півфінали | Півфінали | Фінал   | Фінал |
| Спортсмен    | Дисципліна       | Час     | Місце  | Час            | Місце          | Час          | Місце        | Час       | Місце     | Час     | Місце |
| ------------ | ---------------- | ------- | ------ | -------------- | -------------- | ------------ | ------------ | --------- | --------- | ------- | ----- |
| Чіріка Укогу | одиночки (жінки) | 8:35.34 | 3 QF   | Bye            | Bye            | 7:54.44      | 5 SC/D       | 8:18.55   | 4 FD      | 7:44.76 | 20    |

Пояснення до кваліфікації: FA=Фінал A (за медалі); FB=Фінал B (не за медалі); FC=Фінал C (не за медалі); FD=Фінал D (не за медалі); FE=Фінал E (не за медалі); FF=Фінал F (не за медалі); SA/B=Півфінали A/B; SC/D=Півфінали C/D; SE/F=Півфінали E/F; QF=Чвертьфінали; R=Потрапив у втішний заплив

## Плавання
| Спортсмен      | Дисципліна                          | Попередній заплив | Попередній заплив | Півфінал         | Півфінал         | Фінал            | Фінал            |
| Спортсмен      | Дисципліна                          | Час               | Місце             | Час              | Місце            | Час              | Місце            |
| -------------- | ----------------------------------- | ----------------- | ----------------- | ---------------- | ---------------- | ---------------- | ---------------- |
| Самсон Опуакпо | 50 метрів вільним стилем (чоловіки) | 24.85             | 59                | Завершив виступ  | Завершив виступ  | Завершив виступ  | Завершив виступ  |
| Рейчел Тонджор | 100 метрів брасом (жінки)           | 1:21.43           | 42                | Завершила виступ | Завершила виступ | Завершила виступ | Завершила виступ |

## Настільний теніс
| Спортсмен                               | Дисципліна                   | Попередній раунд    | Раунд 1               | Раунд 2            | Раунд 3                | 1/8 фіналу         | Чвертьфінали       | Півфінали          | Фінал / БМ         | Фінал / БМ       |
| Спортсмен                               | Дисципліна                   | Суперник Результат  | Суперник Результат    | Суперник Результат | Суперник Результат     | Суперник Результат | Суперник Результат | Суперник Результат | Суперник Результат | Місце            |
| --------------------------------------- | ---------------------------- | ------------------- | --------------------- | ------------------ | ---------------------- | ------------------ | ------------------ | ------------------ | ------------------ | ---------------- |
| Quadri Aruna                            | одиночний розряд (чоловіки)  | Bye                 | Bye                   | Wang Y (SVK) W 4–1 | Chuang C-y (TPE) W 4–0 | Болл (GER) W 4–2   | Ма Л (CHN) L 0–4   | Завершив виступ    | Завершив виступ    | Завершив виступ  |
| Segun Toriola                           | одиночний розряд (чоловіки)  | Bye                 | Прокопцов (CZE) W 4–2 | Ніва (JPN) L 2–40  | Завершив виступ        | Завершив виступ    | Завершив виступ    | Завершив виступ    | Завершив виступ    | Завершив виступ  |
| Bode Abiodun Quadri Aruna Segun Toriola | командна першість (чоловіки) | Н/Д                 | Н/Д                   | Н/Д                | Н/Д                    | Китай (CHN) L 0–3  | Завершив виступ    | Завершив виступ    | Завершив виступ    | Завершив виступ  |
| Оффіонг Едем                            | одиночний розряд (жінки)     | Ї (FIJ) W 4–0       | Pavlovich (BLR) L 1–4 | Завершила виступ   | Завершила виступ       | Завершила виступ   | Завершила виступ   | Завершила виступ   | Завершила виступ   | Завершила виступ |
| Олуфунке Ошонайке                       | одиночний розряд (жінки)     | Сахакян (LIB) W 4–3 | Diaz (PUR) L 2–4      | Завершив виступ    | Завершив виступ        | Завершив виступ    | Завершив виступ    | Завершив виступ    | Завершив виступ    | Завершив виступ  |

## Важка атлетика
| Спортсмен    | Категорія           | Ривок     | Ривок | Поштовх   | Поштовх | Загалом | Місце |
| Спортсмен    | Категорія           | Результат | Місце | Результат | Місце   | Загалом | Місце |
| ------------ | ------------------- | --------- | ----- | --------- | ------- | ------- | ----- |
| Маріам Усман | понад 75 кг (жінки) | 115       | 11    | 150       | 8       | 265     | 9     |

## Боротьба
Легенда:
- VT – Перемога на туше.
- PP – Перемога за очками – з технічними очками в того, хто програв.
- PO – Перемога за очками – без технічних очок в того, хто програв.
- ST – Перемога за очками – без технічних очок в того, хто програв and a margin of victory of at least 8 (Greco-Roman) or 10 (freestyle) points.
- SP – Перемога за очками – з технічними очками в того, хто програв and a margin of victory of at least 8 (Greco-Roman) or 10 (freestyle) points.

Чоловіки
| Спортсмен    | Категорія | Кваліфікація       | 1/8 фіналу                | Чвертьфінал        | Півфінал           | Втішний поєдинок 1 | Втішний поєдинок 2 | Фінал / БМ         | Фінал / БМ |
| Спортсмен    | Категорія | Суперник Результат | Суперник Результат        | Суперник Результат | Суперник Результат | Суперник Результат | Суперник Результат | Суперник Результат | Місце      |
| ------------ | --------- | ------------------ | ------------------------- | ------------------ | ------------------ | ------------------ | ------------------ | ------------------ | ---------- |
| Амас Даніель | до 65 кг  | Bye                | Якобішвілі (GEO) L 1–3 PP | Завершив виступ    | Завершив виступ    | Завершив виступ    | Завершив виступ    | Завершив виступ    | 17         |
| Сосо Тамарау | до 97 кг  | Bye                | Ібрагімов (UZB) L 0–4 ST  | Завершив виступ    | Завершив виступ    | Завершив виступ    | Завершив виступ    | Завершив виступ    | 19         |

Жінки
| Спортсменка        | Категорія | Кваліфікація        | 1/8 фіналу                | Чвертьфінал         | Півфінал            | Втішний поєдинок 1  | Втішний поєдинок 2  | Фінал / БМ          | Фінал / БМ |
| Спортсменка        | Категорія | Суперниця Результат | Суперниця Результат       | Суперниця Результат | Суперниця Результат | Суперниця Результат | Суперниця Результат | Суперниця Результат | Місце      |
| ------------------ | --------- | ------------------- | ------------------------- | ------------------- | ------------------- | ------------------- | ------------------- | ------------------- | ---------- |
| Мерсі Дженезіз     | до 48 кг  | Bye                 | Матковська (POL) L 0–3 PO | Завершила виступ    | Завершила виступ    | Завершила виступ    | Завершила виступ    | Завершила виступ    | 14         |
| Одунайо Адекуороє  | до 53 кг  | Bye                 | S Mattsson (SWE) L 0–5 VT | Завершила виступ    | Завершила виступ    | Завершила виступ    | Завершила виступ    | Завершила виступ    | 17         |
| Амінат Аденії      | до 58 кг  | Bye                 | Оллі (FIN) L 1–3 PP       | Завершила виступ    | Завершила виступ    | Завершила виступ    | Завершила виступ    | Завершила виступ    | 16         |
| Блессінг Оборудуду | до 63 кг  | Bye                 | Батцецег (MGL) L 1–3 PP   | Завершила виступ    | Завершила виступ    | Завершила виступ    | Завершила виступ    | Завершила виступ    | 14         |
| Ханна Руебен       | до 69 кг  | Bye                 | Їтс (CAN) L 1–4 SP        | Завершила виступ    | Завершила виступ    | Завершила виступ    | Завершила виступ    | Завершила виступ    | 14         |